# Boris Mijatović
Boris Mijatović, slovenski nogometaš, * 7. februar 1988, Slovenj Gradec.
Mijatović je nekdanji profesionalni nogometaš, ki je igral na položaju napadalca. V svoji karieri je igral za slovenske klube Rudar Velenje, Celje, Gorico in Šmartno 1928 ter švicarski Staad in avstrijski Wettmannstätten. Skupno je v prvi slovenski ligi odigral 44 tekem in dosegel en gol. Bil je tudi član slovenske reprezentance do 17, 18, 19, 20 in 21 let.